# Grünenwulsch
Grünenwulsch gehört zur Ortschaft Grassau und ist ein Ortsteil der Stadt Bismark (Altmark) im Landkreis Stendal in Sachsen-Anhalt.

## Geographie
Grünenwulsch, ein Straßendorf mit Kirche, liegt neun Kilometer östlich der Kernstadt Bismark und zwei Kilometer südlich von Grassau in der Altmark.
Nachbarorte sind Bülitz im Westen, Grassau im Norden, Schinne und Darnewitz im Osten und Kläden im Südwesten.

## Geschichte

### Mittelalter bis Neuzeit
Im Landbuch der Mark Brandenburg von 1375 wird das Dorf als Lutken Wultzkow erstmals aufgeführt. Es umfasste 23 Hufen. Grundherren waren Friedrich von Dequede und die von Klöden. Teile des Ortes lagen wüst. 1518 hieß der Ort sidenn wulske. Im Abschied der Visitation der Pfarrei Grassau vom November 1540 ist die Tochterkirche Side Wulske aufgeführt.
Im Jahre 1609, als noch Hexenprozesse üblich waren, sollte der Schulze in Grünenwulsch ein Alraunichen haben und den Drachen hausen und füttern. Er gestand nichts und musste von der Inquisition absolviert werden. Einige Jahre später, im Dreißigjährigen Krieg, war der Ort infolge von Pest und Drangsal ausgestorben und lag lange Zeit wüst. Als sich neue Bewohner fanden, die das Dorf wieder aufbauen wollten, wurde 1654 eine Kommission, auch aus Leuten des Nachbardorfs Bülitz, gebildet, die die Äcker neu ein- und verteilte, wiewohl man nicht genau wusste, was vor alters zu den Bauern- und Kossätenhöfen gehört hatte.
Weitere Nennungen sind 1656 Grünen Wultsche oder Sieden Wultsche, 1687 Grünen Wultsche und Sieden Wultzsche, 1720 Grünen Nieder-Wulsch und 1804 Grünwulsch, ehedem Lüttenwulsch.
Der ursprüngliche Turm der Kirche, der aus dem 18. Jahrhundert stammte, ist mit Schablonenschiefer gedeckt gewesen. Er musste 1972 nach einem Sturm abgetragen werden, dem Orkan Quimburga. Mit Unterstützung der Gemeinde wurde ein neuer kleinerer Fachwerkturm auf der Kirche errichtet.

### Landwirtschaft
Bei der Bodenreform wurden 1945 ermittelt: 16 Besitzungen unter 100 Hektar hatten zusammen 297 Hektar, eine Kirchenbesitzung hatte 11 Hektar Land. Im Jahr 1955 entstand die erste Landwirtschaftliche Produktionsgenossenschaft, eine LPG Typ III. Später, wohl vor 1960, kam die LPG Typ I „Blühendes Leben“ dazu. 1974 schlossen sich beide mit der LPG Typ III „Tag des Friedens“ Grassau und der LPG Typ III „Völkerfreundschaft“ Bülitz zusammen.

### Herkunft des Ortsnamens
Der heutige Ortsname Grünenwulsch setzte sich erst am Anfang des 20. Jahrhunderts durch.
Heinrich Sültmann vermutete, der Name 1375 lütken wultzkow , 1377 syden woltzke, erkläre sich aus dem slawischen Wort „vulske“ für „Erle“ und der wechselnd gebrauchten Endung „ow, ke“ und „sche“ als „Erlenort“.
Aleksander Brückner leitete die Ortsnamen Wulsch(e) vom altslawischen „vlьkь“ für „Wolf“ ab. Damit könnte man den Namen mit „Kleinwolf“ übersetzen.

### Eingemeindungen
Ursprünglich gehörte das Dorf zum Stendalischen Kreis der Mark Brandenburg in der Altmark. Zwischen 1807 und 1813 lag der Ort im Kanton Schinne im Distrikt Stendal auf dem Territorium des napoleonischen Königreichs Westphalen. Ab 1816 gehörte die Gemeinde zum Landkreis Stendal.
Grünenwulsch wurde am 25. Juli 1952 dem Kreis Stendal zugeordnet. Die Gemeinde Bülitz wurde am 1. Januar 1957 oder erst 1961 nach Grünenwulsch eingemeindet. Am 1. Juli 1973 wurde die Gemeinde Grünenwulsch mit ihrem Ortsteil Bülitz nach Grassau eingemeindet. Seit dem 1. Januar 2010 gehört der Ortsteil Grünenwulsch auch zur neu gebildeten Ortschaft Grassau der Stadt Bismark (Altmark).

### Einwohnerentwicklung
| Jahr | Einwohner |
| ---- | --------- |
| 1734 | 52        |
| 1772 | 59        |
| 1790 | 62        |
| 1798 | 48        |
| 1801 | 58        |
| 1818 | 56        |
| 1840 | 76        |
| 1864 | 81        |
| 1871 | 79        |
| 1885 | 93        |

| Jahr | Einwohner |
| ---- | --------- |
| 1892 | [00]089   |
| 1895 | 096       |
| 1900 | [00]101   |
| 1905 | 108       |
| 1910 | [00]100   |
| 1925 | 100       |
| 1939 | 092       |
| 1946 | 160       |
| 1964 | 204       |
| 1971 | 180       |

| Jahr | Einwohner |
| ---- | --------- |
| 1993 | [00]65    |
| 2000 | [00]84    |
| 2005 | [00]72    |
| 2010 | [00]72    |
| 2018 | [00]63    |
| 2020 | [00]63    |
| 2021 | [00]63    |
| 2022 | [0]61     |
| 2023 | [0]58     |

Quelle, wenn nicht angegeben, bis 1971:

## Religion
- Die evangelische Kirchengemeinde Grünenwulsch, die früher zur Pfarrei Grassau bei Kläden gehörte,[24] wird heute betreut vom Pfarrbereich Kläden im Kirchenkreis Stendal im Bischofssprengel Magdeburg der Evangelischen Kirche in Mitteldeutschland.[25]
- Die ältesten überlieferten Kirchenbücher für Grünenwulsch stammen aus dem Jahre 1651.[26]
- Die katholischen Christen gehören zur Pfarrei St. Anna in Stendal im Dekanat Stendal im Bistum Magdeburg.[27]

## Kultur und Sehenswürdigkeiten

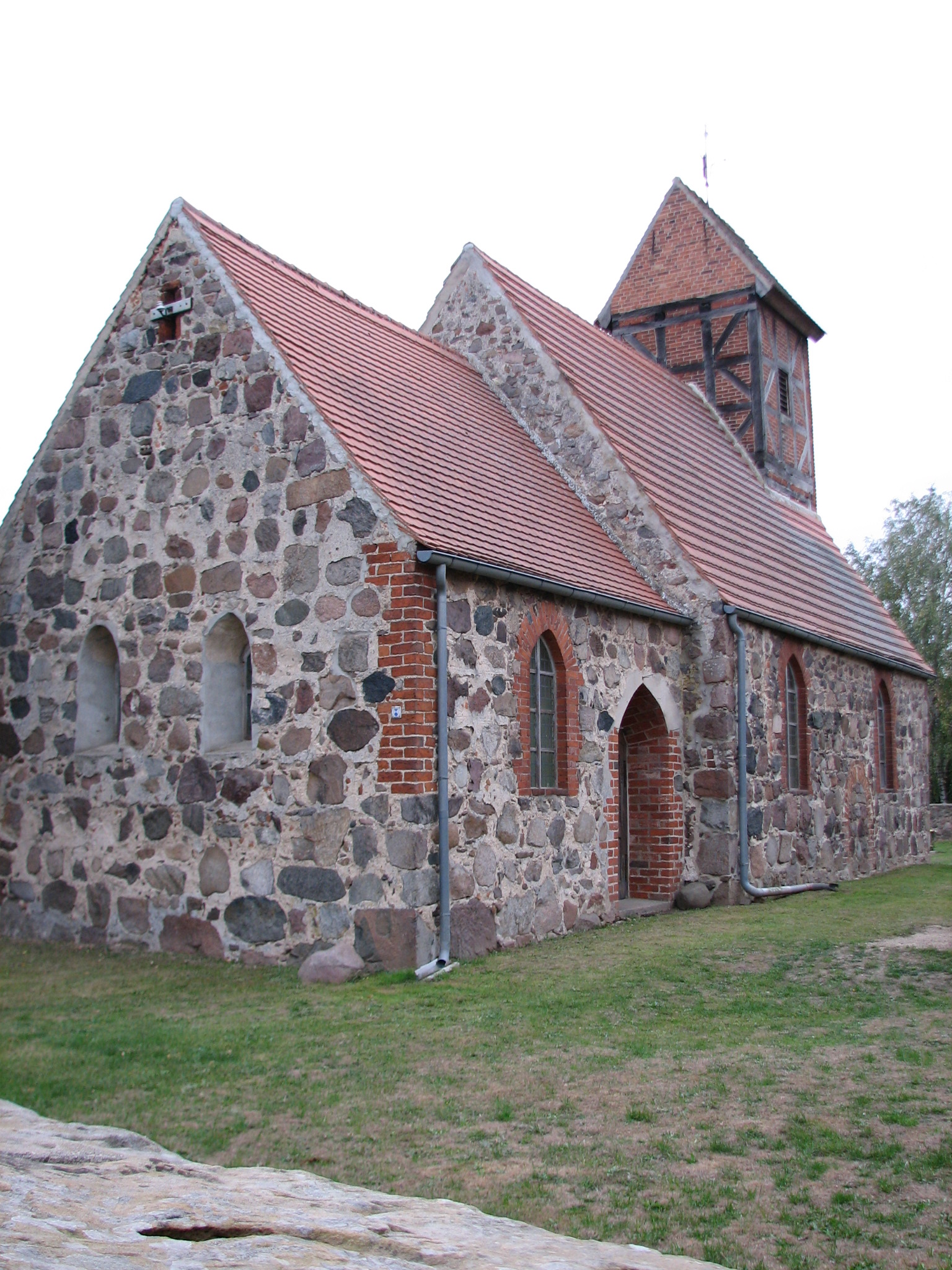
Kirche zu Grünenwulsch (Oktober 2018)

- Die evangelische Dorfkirche Grünenwulsch ist ein flach gedeckter Feldsteinbau aus der zweiten Hälfte des 13. Jahrhunderts.[28] Über dem Westteil erhebt sich ein quadratischer Fachwerkturm.
- Die Kirche steht auf dem Ortsfriedhof.

## Verkehr
Die Hauptverkehrsstraße von und nach Grünenwulsch ist die Kreisstraße (K 1053) von Kläden nach Grassau.
Es verkehren Linienbusse und Rufbusse von stendalbus.
Der nächstgelegene Bahnhof ist im Nachbarort Kläden (Bahnstrecke Stendal–Uelzen).